# Polyisocyanuraat

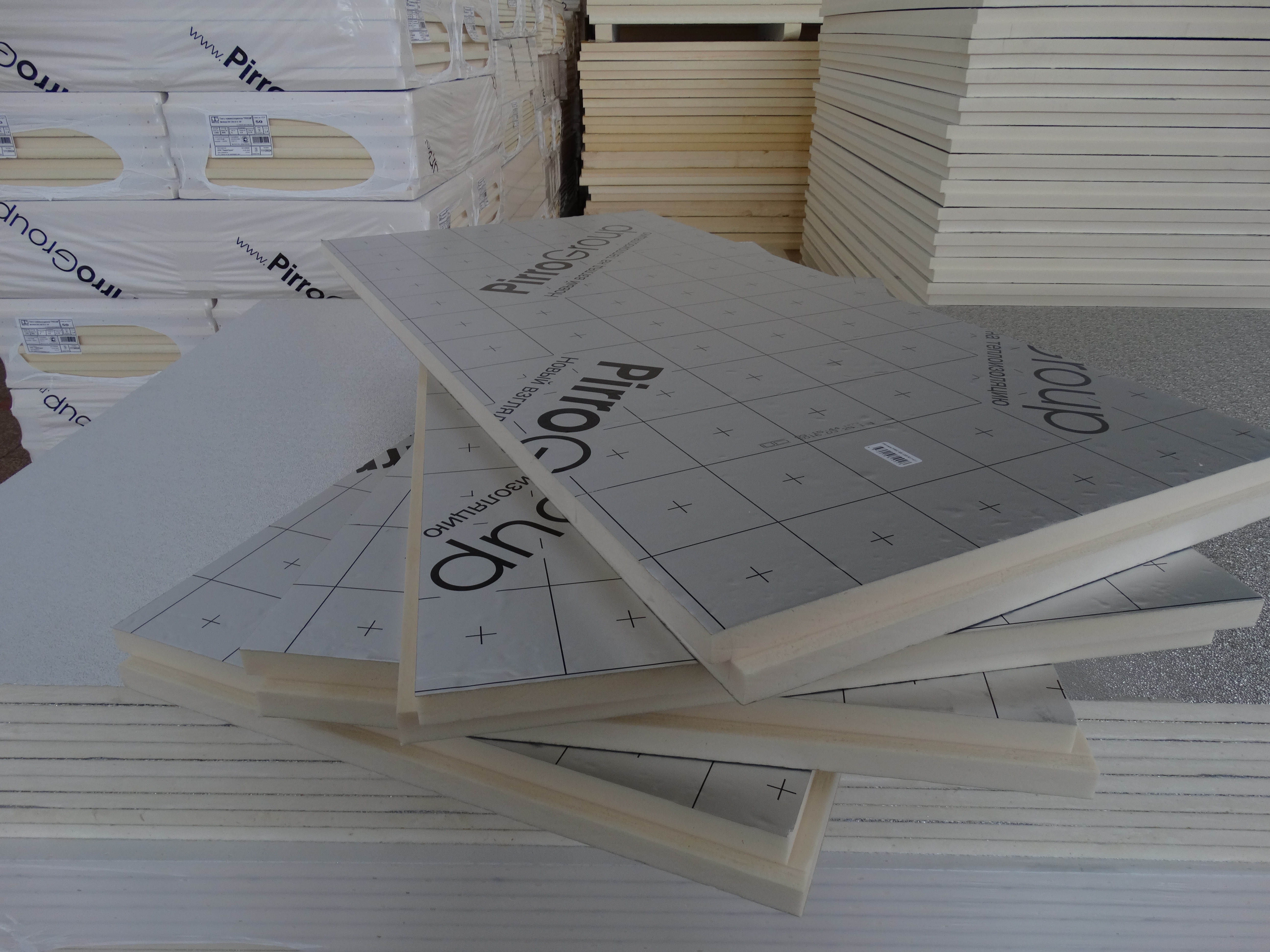
Isolatieplaten van polyisocyanuraat

Polyisocyanuraat, ook wel PIR genoemd, is hard kunststofschuim dat hoofdzakelijk gebruikt wordt voor warmte-isolatie. Voor deze toepassing heeft het betere eigenschappen dan polyurethaan (pur).

## Structuur en eigenschappen
Polyether-polyol wordt normaal gebruikt bij de productie van polyurethaan. Na reactie met een di-isocyanaat wordt een polyurethaan gevormd. Bij de productie van polyisocyanuraat is het polyether-polyol veelal vervangen door een polyester-polyol en wordt een overmaat methyleendifenyldi-isocyanaat (MDI) gebruikt. De overmaat MDI trimeriseert tot polyisocyanuraat (PIR). Het PIR-schuim heeft ten opzichte van purschuim een verbeterde dimensionele stabiliteit, verbeterde mechanische eigenschappen, zoals druksterkte en is veel sterker.
PIR is een niet-gevaarlijke stof. Het is een polymeer en een soort thermohardend plastic. De stof kan meestal niet op een hoogwaardige manier gerecycleerd worden en vergaat vrijwel niet. Dat maakt PIR een bron van microplastics in de omgeving, met name bij het zagen komen veel stofvormige plastic deeltjes vrij. Bij de productie werd eertijds gebruik gemaakt van schuimvormers op basis van CFK's. Dit maakt recycling moeilijk, omdat deze CFK's vrijkomen bij bewerking. Gedurende de levensduur van PIR producten komt een deel van deze gassen door middel van diffusie vrij. Bij verbranding hebben PIR producten mede door deze gassen een zeer hoge energetische waarde en het product in zijn oorspronkelijke vorm heeft een zeer lange levensduur, waardoor het in bijvoorbeeld plaatvorm prima ingezet kan worden voor hergebruik. PIR is weliswaar slecht brandbaar, maar als het toch brandt worden giftige gassen gevormd. PIR is vochtbestendig, maar niet waterdicht.

## Toepassingen
PIR wordt hoofdzakelijk gebruikt voor warmte-isolatie. Bij omgevingstemperatuur is de thermische geleidbaarheid gelijk aan 0,023 W/(m·K). 